# Вецькі (герб)
Вецькі (Відзькі, Ветецькі, Ветські, Ґжебінські, Ґжебеські, Ксєнжиць (Місяць) відмінний, Леліва відмінний, пол. Wiecki, Widzki, Wietcki, Wietecki, Wietski, Wietzki, Grzebiński, Grzebieski, Księżyc odmienny, Leliwa odmienny) – кашубський шляхетський герб, за словами Пшемислава Праґерта різновид герба Леліва або Ксєнжиць (Місяць).

## Опис герба

### Історичні описи
Несецький подає таке  блазонування різновиду герба:
"..над місяцем таким, як у гербі Леліва, лягають поряд три зірки біля себе".
На думку Пшемислава Праґерта вищеподаний опис стосується, скоріш, герба Три Звізди (чи Місяць (Ксєнжиць)), оскільки в описі зірки поряд, отже, в пояс.
Насецький згадує також про іншу версію герба: ".. тільки те, що він на місяці і над зірками, ще підкову дугою до гори як брама винесена, і без хрестів поклав."
За словами Пшемислава Праґерта саме так і повинен виглядати цей герб (але з червоним полем).

### Сучасні описи
Сучасний геральдист, що займається Кашубією, Пшемислав Прагерт, виділив п'ять варіантів цього герба. Описи з використанням принципів блазонування, що запропоновані Альфредом Знамеровським:
Вецькі І (пол. Wietcki, Grzebiński, Księżyc odmienny, Leliwa odmienny): У червоному полі срібний півмісяць, над ним три золоті зірки в пояс, над ними срібна підкова. Клейнод: над шоломом в короні три пера страуса. Намет червоний, підбитий сріблом.
Вецькі Ia (пол. Wietski, Wietzki, Grzebiński, Grzebieski, Księżyc odmienny, Leliwa odmienny): У блакитному полі золотий півмісяць, над ним три золоті зірки в пояс, над ними срібна підкова.  Клейнод: над шоломом в короні три пера страуса: золоте між блакитними. Намет блакитний, підбитий золотом.
Вецькі Ib (пол. Wietski, Księżyc odmienny, Leliwa odmienny): У блакитному полі золотий півмісяць, над ним три золоті зірки в пояс, над ними золотий півмісяць рогами до низу. Клейнод: над шоломом в короні три пера страуса: золоте між блакитними. Намет блакитний, підбитий золотом.
Вецькі II (пол. Widzki, Wietcki, Sas pruski odmienny): У полі меч над півмісяцем, над ним дві зірки. Кольори і клейнод невідомі, шолому і намету нема.
Вецькі III (пол. Wietcki, Wietecki, Leliwa odmienny, Księżyc odmienny): У блакитному полі золотий півмісяць, над якими три такі ж зірки в стовп. Клейнод: над шоломом в короні та ж емблема на хвості павича. Намет блакитний, підбитий золотом.

Реконструкція герба Насецького

Це описана раніше версія Несецького і Хжонського.

## Найбільш ранні згадки
Найраніше герб згадується у праці Дахновського (Herbarz szlachty Prus Królewskich, wariant I). Більшість джерел знає, однак, варіант Ia. Це гербовник Новий Зібмахер, Хжонського (Tablice odmian herbowych), Ледебура (Adelslexikon der preussichen Monarchie von...), Жерницького (Der polnische Adel). Жерницький фіксує також варіант Ib і II. Варіант II, ймовірно, походить з печатки 1772 року, що належала Якубу Відзькому (Jakub Widzki). Варіант III, описаний в словах через Несецького, з'являється у Хжонського. З гербом цим отримали визнання шляхетства Вєцькі (Wietcki) у Королівстві Польському 1843 року.

## Родина Вецьких
Дрібношляхетський рід, що походить з села: Старий Вець і Новий Вець. Згадка про власників села Старий Вець від 1570 р. містить дані про двох дідичів на ім'я: Войцех Кемпка (Waiiczech Kempka) і Томас Вецлінський (Thomas Wietzlinski). Не вдалось визначити, чи є цей Вецлінський сполонізованою формою прізвища Вецький чи Вічлінський (Wiczliński). Натомість Кемпка (Kępka) буває подають як придомок (прізвисько) Вецьких. У тому ж році у Новому Вецю було п'ять Вецьких (Wiecki), Плахецький (Płachecki), Пажа (Parza) і Шрамма (Schramma). Ці два останні прізвища також вказуються як прізвиська (придомки). У тому ж році Анджей Вецький мав наділ у селі Вещице. У наступні роки окрім частин в родинних селах Вецькі посідали ще наділи у наступних селах: Великі Хелми, Хосьниця, Маляхин, Мілево, Лінєвко, Нове Ґолемб'євко, Мсцишевиці, Осово, Плахти, Росцишево, Ривалд та Собонч. Наступна згадка про Вецьких походить з 1772 року (Юзеф Вецький з Осова, Кароль, Антоній, Пйотр Вецькі з Плахт і Лінєвки, Якуб Відзький з Непчолович). У 1843 році з шляхетства у Королівстві Польському вилегітимовані сини Яна Вецького: Павел, Адам і Міхал. Два сина Рудольфа Вецького, народжені в селі Шатарпи, боролися за польськість Помор'я. Це були священики Бернард Вецький (1884-1940) та Юзеф Вецький (1872-1904). Згадується також третій священик, син Марцелія Шрама-Вецького, Павел Ян Вецький (1878-1970).

## Роди
Вецькі (Wiecki, Widzki, Wieski, Wietcki, Wietecki, Wietski, Wietzki, Wietzlinski, Witzki) також з придатками (придомками) Кемпка (Kępka, Kęmpka), Космєр (Коцмєр) (Kosmier, Kocmier), Крулевіц (Królewic), Пажа (Parza, Pac), Шрама (Szrama, Szramma, Schramma), Вальцеж (Walcerz). Якісь Вецькі мали прийняти від села Ґжибно ім'я Ґжебінські (Ґжебеські) (Grzebieski, Grzebiński), а невизначена гілка стала користуватися прізвищем Гостомські (Gostomski).
Насецький стверджував, що таким самим гербом повинні були користуватися Мсцишевські (Mściszewscy), Спенгавські (Шпенгавські) (Spęgawscy), з тим, що за Прагертом, опис Насецького стосується герба Три Звізди (або Ксєнжиць (Місяць)). Отже, тим спільним гербом не був би власний герб Вецьких, тільки герб Три Звізди.